# Campionato italiano femminile di hockey su ghiaccio 2013-2014
Il Campionato italiano femminile di hockey su ghiaccio 2013-2014 è la ventiquattresima edizione di questo torneo, organizzato dalla FISG.

## Partecipanti
Il torneo, che ha avuto inizio nel mese di novembre, vede coinvolte quattro delle cinque compagini della stagione precedente, stante la rinuncia della squadra di Sesto San Giovanni, HC Diavoli Black Widows, a causa della mancanza di una pista dove effettuare gli allenamenti. L'HC Agordo, che per problemi al palazzetto del ghiaccio, pur mantenendo la denominazione si era trasferito nella precedente stagione nella vicina Feltre, cambia nome, assumendo quello della squadra locale, e diviene HC Feltreghiaccio. Le Lakers si sono trasferite da Appiano sulla Strada del Vino ad Egna.
 Feltreghiaccio
 Lakers
 EV Bozen Eagles
 Real Torino F.

## Formula
La formula prevede un girone di andata e ritorno, seguito da un ulteriore girone di sola andata. La classifica al termine della regular season deciderà la griglia dei play-off, con semifinali e finale al meglio delle tre gare.

## Regular season

### Primo girone
| Squadre           | EV Bozen Eagles   | Feltreghiaccio   | Lakers           | Real Torino      |
| ----------------- | ----------------- | ---------------- | ---------------- | ---------------- |
| EV Bozen Eagles   |                   | 9:1 (24/11/2013) | 5:0 (28/12/2013) | 0:5 (10/11/2013) |
| HC Feltreghiaccio | 0:5 (09/11/2013)  |                  | 5:1 (10/11/2013) | 4:1 (01/12/2013) |
| HC Lakers         | 0:9 (06/01/2014)  | 1:2 (29/12/2013) |                  | 5:2 (09/11/2013) |
| Real Torino       | 1:10 (25/01/2014) | 4:3 (17/11/2013) | 0:4 (24/11/2013) |                  |

Legenda: d.t.s.= dopo i tempi supplementari; d.r.= dopo i tiri di rigore

### Secondo girone (sola andata)
| Squadre           | EV Bozen Eagles   | Feltreghiaccio   | Lakers | Real Torino      |
| ----------------- | ----------------- | ---------------- | ------ | ---------------- |
| EV Bozen Eagles   |                   |                  |        |                  |
| HC Feltreghiaccio | 1:16 (12/01/2014) |                  |        |                  |
| HC Lakers         | 0:4 (19/01/2014)  | 1:2 (11/02/2014) |        | 1:4 (12/01/2014) |
| Real Torino       | 3:7 (26/01/2014)  | 4:2 (19/01/2014) |        |                  |

Legenda: d.t.s.= dopo i tempi supplementari; d.r.= dopo i tiri di rigore

### Classifica
|    |                 |       |    |   |     |     |   |    |    |
|    | Teams           | Punti | PG | V | VOT | POT | P | GF | GS |
| 1. | EV Bozen Eagles | 24    | 9  | 8 | 0   | 0   | 1 | 65 | 11 |
| 2. | Real Torino F.  | 12    | 9  | 4 | 0   | 0   | 5 | 24 | 36 |
| 3. | Feltreghiaccio  | 12    | 9  | 4 | 0   | 0   | 5 | 20 | 42 |
| 4. | Lakers          | 6     | 9  | 2 | 0   | 0   | 7 | 13 | 33 |

Legenda: PG = partite giocate; V = vittorie conseguite nei tempi regolamentari; VOT= vittorie conseguite ai tempi supplementari o ai rigori; POT = sconfitte subite ai tempi supplementari o ai rigori; P = sconfitte subite nei tempi regolamentari; GF = reti segnate; GS = reti subite

## Play off
|  | Semifinali | Semifinali     | Semifinali     | Semifinali | Semifinali |  |  | Finale | Finale         | Finale         | Finale | Finale |  |
|  |            |                |                |            |            |  |  |        |                |                |        |        |  |
|  | 1          | EV Bozen       | EV Bozen       | 6          | 9          |  |  |        |                |                |        |        |  |
|  | 4          | Lakers         | Lakers         | 0          | 0          |  |  | 1      | EV Bozen       | EV Bozen       | 4      | 10     |  |
|  | 2          | Real Torino F. | Real Torino F. | 3          | 3          |  |  | 2      | Real Torino F. | Real Torino F. | 1      | 0      |  |
|  | 3          | Feltreghiaccio | Feltreghiaccio | 0          | 0          |  |  |        |                |                |        |        |  |

Legenda:
†: vittoria ai tempi supplementari; ‡: vittoria dopo i tiri di rigore

### Semifinali

#### Gara 1
| Arbitri: | Omar Pinè Mauro De Zordo |

|  |           |                                                                         |
|  | Marcatori | 4:22 V. Galliana 24:03 E. Ballardini (A. De la Forest) 27:28 M. Masperi |

| Arbitri: | Helga Tschörner Federico Giacomozzi |

|  |           | |
|  | Marcatori | 1:54 E. Bonafini (M. Angeloni) 16:50 B. Larger (C. Furlani, E. Dalprà) 21:21 C. Furlani 51:01 C. Furlani (E. Dalprà, N. Zaccherini) 51:37 C. Furlani (E. Dalprà, N. Zaccherini) 58:20 E. Dalprà (C. Furlani) |

#### Gara 2
| Arbitri: | Maurizio Pioldi Mirko Micheletti |

|                                                                                    |           |  |
| C. Iacomuzio (M. Di Giovanni) 02:40 M. Masperi 25:33 F. Galtieri (V. Avanzi) 57:41 | Marcatori |  |

| Arbitri: | Mirjam Gruber Helga Tschörner |

| |           |  |
| D. Da Rugna (N. Zaccherini) 01:27 B. Larger 10:04 C. Furlani (E. Dalprà, B. Larger) 25:44 C. Furlani (E. Dalprà, C. Saletta) 27:15 E. Dalprà 43:38 E. Dalprà (C. Furlani, B. Larger) 47:44 M. Angeloni (E. Bonafini, B. Larger) 48:55 C. Saletta (S. Gius, B. Larger) 51:53 A. Gasperini (E. Dalprà, G. Battisti) 53:12 | Marcatori |  |

### Finale 3º posto

#### Gara 1
| Arbitro: | Alexander Wiest |

| |           | |
| L. Gallmetzer 11:28 K. Manankova (M. Campo Bagatin) 12:13 K. Mazankova 14:37 T. Larger (K. Mazankova) 19:00 K. Mazankova 35:43 L. Jaintner 44:07 D. Prossliner (L. Covi) 50:53 K. Mazankova (T. Larger, M. Campo Bagatin) 55:13 K. Mazankova (L. Jaitner) 57:36 S. Toffano (L. De Rocco) 58:59 | Marcatori | 23:49 S. Toffano (F. Zandegiacomo, L. De Rocco) 48:48 R. Fiorese (E. Cossalter, S. Toffano) 58:59 S. Toffano (L. De Rocco) |

#### Gara 2
| Arbitro: | Giulio Soia |

|                                        |           |                                                                   |
| R. Fiorese 12:11 F. Zandegiacomo 50:03 | Marcatori | 20:21 T. Larger 46:24 K. Mazankova 61:02 T. Larger (K. Mazankova) |

### Finale

#### Gara 1
| Arbitro: | Simone Lega |

|                                                    |           | |
| A. De la Forest (E. Ballardini, V. Galliana) 40:43 | Marcatori | 15:32 B. Larger (E. Dalprà, A. Orlandini) 49:02 B. Larger (E. Dalprà, A. Orlandini) 51:02 E. Dalprà (C. Furlani, M. Angeloni) 55:54 C. Furlani (S. Gius, B. Larger) |

#### Gara 2
| Arbitro: | Helga Tschörner |

| |           |  |
| B. Larger (D. Da Rugna, A. Gasperini) 00:51 C. Saletta (E. Dalprà) 03:11 E. Dalprà (C. Furlani) 19:27 E. Bonafini (D. Da Rugna, B. Larger) 26:52 D. Da Rugna (B. Larger, A. Gasperini) 36:05 D. Da Rugna 41:28 C. Saletta (E. Dalprà, C. Furlani) 42:54 E. Dalprà (N. Zaccherini, C. Furlani) 44:55 N. Zaccherini (C. Furlani, B. Larger) 51:16 C. Furlani (E. Dalprà, H. Peer) 55:13 | Marcatori |  |